# Краљ Њујорка
Краљ Њујорка (енгл. King of New York) је криминалистички драмски филм из 1990. године. 

## Радња
Гангстер Френк Вајт излази из затвора Синг Синг и постаје једини нарко-бос у граду. На челу банде коју чине углавном Афроамериканци, Вајт уништава шефове колумбијске, италијанске и кинеске мафије. Део новца који заради користи у добротворне сврхе, што заслужује поштовање у очима друштва. Али локално одељење за наркотике не жели да трпи такав обрт. У немогућности да поразе Вајта легалним путем, пандури објављују рат краљу Њујорка.

## Улоге
- Кристофер Вокен : Френк Вајт
- Дејвид Карусо : Денис Гили
- Лоренс Фишберн : Џими Џамп
- Виктор Арго : Рој Бишоп
- Весли Снајпс : Томас Фланиган
- Џенет Џулијан : Џенифер
- Џои Чин : Лари Вонг
- Џијанкарло Еспозито : Ленс
- Пол Калдерон : Џои Делесио
- Стив Бусеми : Тест Тјуб
- Тереза Рандл : Реј
- Ленард Л. Томас : Блад
- Роџер Генвер Смит : Танер
- Кари Нигрен : Мелани
- Ернест Абуба : краљ Тито

## Контроверзе и популарност
По изласку, филм је био јако популаран и омиљен међу многим критичарима, док су га неки други критичари практично презирали. Током своје премијере на Њујоршком филмском фестивалу, на примјер, многи из публике (укључујући саму Ферарину супругу) су изашли из сале. Након одржане премијере, прво питање Ферари је гласило: „Филм је одвратан. Зашто не кренете на неки програм одвикавања од дроге?“ Сљедећег дана, Лари Фишберн и Николас Ст. Џон су дословно отјерани виком са позорнице. Филм је касније скраћен са 118 на 106 минута, да би био обиљежен са „R“ (дјеци испод 17 година забрањено гледање без старатеља) умјесто дотадашњег „X“ (јаке сцене насиља, порнографије). За вријеме свог почетног емитовања у биоскопима је зарадио свега 2 милиона долара и ускоро је повучен из биоскопа.
Од тада, међутим, филм је доживио изненађујућу популарност и статус култног филма, нарочито међу обожаваоцима „гангста“ репа, вјероватно због музике у филму и насловне пјесме чији је творац Шули Ди, познати репер за којег се често каже да је „кум гангста репа“. Такође је популаран међу обожаватељима Кристофера Вокена за којег, од којих многи кажу да је у овом филму одиграо своју најбољу улогу. 20. априла 2004. У организацији „Артизан ентертејнмента“ је поновно објављен филм на два ДВД-а, скупа са документарцем о прављењу филма, трејлерима и музичким диском Шулија Дија.

## Занимљивости
- Филм је снимљен за 40 дана, при чему филмска екипа ниједном није остала преко једног дана на истом мјесту
- Писање сценарија је трајало преко 5 година
- Џејмс Русо је првобитно требало да глуми Џимија Џампа али је напустио снимање филма. Лоренс Фишберн, који је већ био намијењен за улогу Томаса Фланигана, стално је молио режисера Ферару да га пусти да проба да одглуми ову улогу што му је на крају пошло за руком.
- Прва сцена, када Френк Вајт излази из затвора, је дјелимично снимљена у злогласном америчком затвору Синг Сингу, што је први пут у историји да се овај затвор користи за снимање филма.
- Ејбел Ферара тврди да је Весли Снајпс дословно све вријеме снимања филма спавао у његовом ауту.
- Ријеч „јебати“ (енгл. fuck) се током трајања филма изговара 90 пута.
- У новинском чланку у коме наводно пише да је Френк Вајт ослобођен, у сцени у телефонској говорници, се види, кад се приближи, да нема никакве везе са Френком Вајтом.
- Репер Ноторијус Би-Ај-Џи је добио надимак „Френк Вајт“ послије овог филма.

## Зарада
- Зарада у САД: 2.554.476 америчких долара